# 青梅市梅の公園
青梅市梅の公園（おうめしうめのこうえん）は、東京都青梅市にある公園。条例上の名称は「梅の公園」。

## 概要
梅の名所として知られ、日本経済新聞の梅の名所ランキングで1位に選ばれたこともある。1972年3月31日に開園し、拡張工事を経て1993年に完成した。2009年に日本で初めて吉野梅郷でウメ輪紋ウイルスに感染したことが確認された。ウメ輪紋ウイルスに感染した木を徐々に伐採した後、ウイルスへの感染拡大を防ぐために2014年に全てのウメを伐採した。
地域を挙げて梅林の復活の機運が高まり、髙島屋立川店では、梅林復活を支援する売り場が設けられた。また、JR東日本八王子支社からは梅の苗木を寄贈される。青梅市もふるさと納税を活用して梅林復活の支援を呼びかけた。2016年10月には農林水産省にウイルス防除の効果を認められて、条件付きでウメの再植栽を認められた。2017年3月11日には3年ぶりに梅まつりが開催され、植栽のイベントを催した。

## アクセス
- JR青梅線日向和田駅下車徒歩10分[8]